# Въло Радев
Въло Радев Вълов е български кинорежисьор, кинооператор и сценарист.

## Биография
Въло Радев е роден на 1 януари 1923 г. в с. Лесидрен, Ловешко. Завършва Смесена гимназия „Цар Борис III“ (Ловеч) (1942).
Служи в Българската армия (1942 – 1943) и завършва Школата за запасни офицери. Участва във войната срещу Германия като адютант на помощник-командира на X пехотен полк на I българска армия. Ранен на 31 март 1945 г. За участието си в Отечествената война е награден с орден „За бойна заслуга“.
Учи в операторския отдел на Висшия държавен институт за кино в Москва при големия майстор Борис Волчек, но в крайна сметка завършва режисура във Френския Институт за Кино в Париж. В годините след завръщането си, Въло Радев работи първоначално като кинооператор, снимайки два документални и три игрални филма. Навлиза в режисурата в периода края на 50-те и началото на 60-те. От 1963 година работи като кинорежисьор, а на 9 ноември 1964 г. е премиерата на дебютния му режисьорски филм – „Крадецът на праскови“. Работи в Българска кинематография (1953 – 1990). Оператор, сценарист и режисьор на 14 български филма като „Крадецът на праскови“, „Цар и генерал“, „Осъдени души“, „Адаптация“, който е първият му режисьорски филм в телевизията, и др. Неговите филми събират в киносалоните милиони зрители. Музеят на модерното изкуство в Ню Йорк съхранява в своя „Златен каталог“ филма на Въло Радев „Крадецът на праскови“. Преди него е оператор на филма „Тютюн“ под режисурата на Никола Корабов.
Заслужил артист (1967) и народен артист (1980). Художествен ръководител на изложбата „Панорама на българската култура“ (1982). Член на Съюза на българските филмови дейци и на управителния му съвет от 1970 г. Доцент във ВИТИЗ (1980).
Умира на 28 март 2001 година.

## Памет
На Въло Радев е наречена улица в квартал „Драгалевци“ в София (Карта).

## Филмография

### Режисьор
- „Крадецът на праскови“ (1964)
- „Цар и генерал“ (1966)
- „Най-дългата нощ“ (1967)
- „Черните ангели“ (1970)
- „Корените на изгряващото слънце“ (1972)
- „Осъдени души“ (1975)
- „Адаптация“ (1981)

### Сценарист
- „Крадецът на праскови“ (1964)
- „Черните ангели“ (1970)
- „Корените на изгряващото слънце“ (1972)
- „Осъдени души“ (1975)
- „Адаптация“ (1981)

### Оператор
- „Димитровградци“ (1956)
- „Години за любов“ (1957)
- „В навечерието“ (1959)
- „Тютюн“ (1962)

## Награди
- „Златната роза“ за филма „Цар и генерал“ (1966) и „Най-дългата нощ“ (1967) от фестивала във Варна
- За филма „Черните ангели“ от фестивала в Карлови Вари, Чехословакия (1970)
- За режисура на филма „Осъдени души“ от Съюза на българските филмови дейци (1975)
- Орден „НРБ“ III ст.
- Орден „Кирил и Методий“ II и I ст.
- Орден „Червено знаме на труда“
- Лауреат на Димитровска награда (1969)
- Звание „Герой на социалистическия труд“ и Орден „Георги Димитров“
- Орден „Стара планина“ I ст., посмъртно (2003)